# آلما ۳۹۰
سیارک ۳۹۰ (به انگلیسی: 390 Alma، نامگذاری:1894BC) سیصد و نودمین سیارک کشف شده‌است که در ۲۴ مارس ۱۸۹۴ و در پاریس کشف شد.
قدر مطلق سیارک برابر ۱۰٫۳۹ است.